# Joan Baptista de Cortada i Sallés
Joan Baptista de Cortada i Sallés   (segle XVII - segle XVIII) fou un militar austriacista català, germà dels també militars Francesc i Domènec de Cortada i Sallés.

## Biografia
Era ciutadà honrat de Barcelona i propietari de la masia de la Cortada dels Llucs de Santa Maria de Merlès. Pel seu matrimoni l'any 1693 amb Lucrècia de Jonquer i Ferreres, pubilla dels Jonquer de les Planes d'Hostoles, es cognomenà també Cortada i de Jonquer.
A la Guerra de Successió fou un dels primers a revoltar-se a la plana de Vic. Fou nomenat coronel, i a la junta de braços de Barcelona de 1713 es mostrà favorable a continuar la guerra. Fou nomenat inspector general per a reclutar gent i intentar aixecar el setge de Barcelona. Després del 1714 li foren confiscats els béns i s'hagué d'amagar. El 1715 sortí clandestinament de Catalunya amb els seus fills cap a Itàlia.

## Descendència
La seva filla Lucrècia de Cortada i de Jonquer es va casar amb Josep d'Oriola i Guanter, de Ripoll, i un dels seus descendents fou Marià d'Oriola-Cortada i d'Ibáñez-Cuevas, que el 1861 rebé el títol de comte de la Vall de Merlès de mans d'Isabel II.